# نادي لوكوموتيف طشقند
لوكوموتيف طشقند (بالأوزبكية: Lokomotiv Toshkent) هو نادي كرة قدم أوزبكي. تم تأسيس الفريق في عام 2002 ويقع مقره في العاصمة طشقند.

## وصلات خارجية
- الموقع الرسمي (بالروسية) (بالأوزبكية)
- نادي لوكوموتيف.pfl.uz